# Liste der deutschen Botschafter in Malta
Die Liste der deutschen Botschafter in Malta enthält die Botschafter der Bundesrepublik Deutschland in Malta. Sitz der Botschaft ist in Valletta.
| Name                               | Amtszeit  | Anmerkungen                                |
| ---------------------------------- | --------- | ------------------------------------------ |
| Karl Gustav Wollenweber            | 1965–1969 | erster Botschafter nach der Unabhängigkeit |
| York Alexander von Wendland        | 1969–1972 |                                            |
| Hans-Joachim Steinbach             | 1972–1976 |                                            |
| Horst Hauthal                      | 1976–1978 |                                            |
| Kurt Schmidt                       | 1978–1981 |                                            |
| Eberhard Schmitt                   | 1981–1986 |                                            |
| Gottfried Pagenstert               | 1986–1991 |                                            |
| Martin Florin                      | 1991–1996 |                                            |
| Gerhard Kunz                       | 1996–2001 |                                            |
| Georg Merten                       | 2001–2006 |                                            |
| Karl-Andreas Freiherr von Stenglin | 2006–2009 |                                            |
| Bernd Braun                        | 2009–2011 |                                            |
| Hubert Ziegler                     | 2011–2013 |                                            |
| Klaus-Peter Brandes                | 2013–2015 |                                            |
| Gudrun Sräga                       | 2015–2018 |                                            |
| Walter Haßmann                     | 2018–2023 |                                            |
| Tanja Beyer                        | seit 2023 |                                            |